# Прва лига СР Југославије у рагбију 1996/97.
Прва лига СР Југославије у рагбију 1996/97. је било 5. издање Прве лиге Савезне Републике Југославије у рагбију 15. 
Титулу је освојио Партизан.

## Учесници
|   | Тим                             | Тренер                 | Капитен |
| - | ------------------------------- | ---------------------- | ------- |
| 1 | Краљевски београдски рагби клуб | Станислав Т. Колунџија |         |
| 2 | Партизан                        |                        |         |
| 3 | Крушевац                        |                        |         |
| 4 | Жарково                         |                        |         |
| 5 | Рагби клуб Динамо Панчево       |                        |         |

| Шампион Југославије у рагбију 1997. |
| ----------------------------------- |
| Рагби клуб Партизан 10. титула      |